# 산체스라미레스주

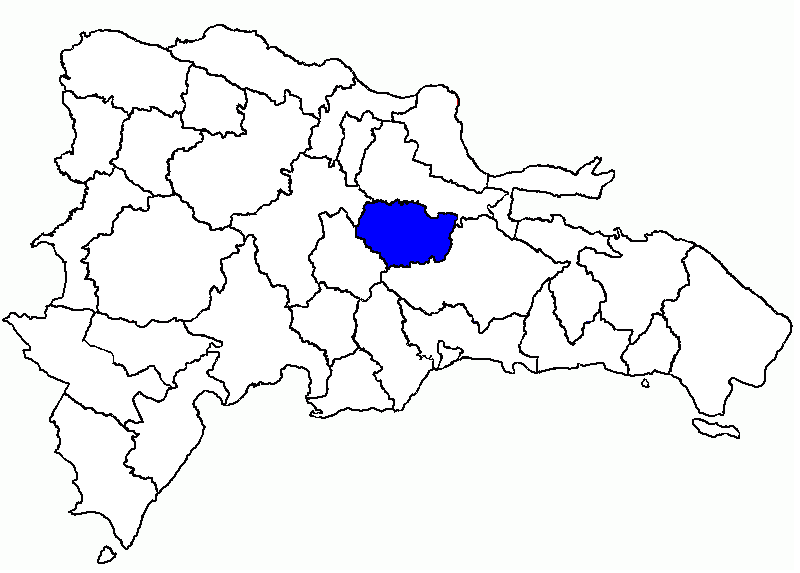
산체스라미레스 주의 위치

산체스라미레스주(스페인어: Sánchez Ramírez)는 도미니카 공화국 중부에 위치한 주로 주도는 코투이이며 면적은 1,196.13km2, 인구는 248,807명(2014년 기준)이다. 1952년 두아르테 주에서 분리되어 신설되었다.
몬세뇨르노우엘 주, 라베가 주, 두아르테 주, 몬테플라타 주, 산크리스토발 주와 접한다. 4개 지방 자치체와 8개 지구를 관할한다.